# OpenOffice.org Math
OpenOffice.org Math je open source nástroj na vytváření a editaci matematických rovnic z kancelářského balíku OpenOffice.org. Jedná se o přímého konkurenta Microsoft Equation Editoru z balíku Microsoft Office.